# Run the World (Girls)
"Run the World (Girls)" je pjesma američke pjevačice Beyoncé. Pjesmu su napisali The-Dream, Beyoncé Knowles, Nick van de Wall, Wesley Pentz, David Taylor i Adidja Palmer, a producenti su Switch, Beyoncé, Shea Taylor. Pjesma je objavljena 21. travnja 2011. godine kao glavni singl s Beyoncinog četvrtog studijskog albuma 4. 

## Pozadina
U radijskom intervju početkom ožujka 2011., producent pjesme Shea Taylor je potvrdio da će „prvi singl biti sjajan i da će debitirati krajem travnja”. Diplo je doprinio produkciji pjesme, ali se nije pojavio kao producent pjesme. 18. travnja nedovršena demoverzija pjesme je procurila na internet. Zbog procurivanja na internet, izdanje pjesme je ubrzano. Pjesma je debitovala na američkom radiju 21. travnja 2011. i sljedećeg dana je bila dostupna za download na iTunesu. "Run the World" je dobio pozitivne ocjene od Beyoncinih fanova na Twitteru.

## Kritički osvrt
Nakon premijere pjesme, Rap-Up je opisao ritam pjesme kao "očaravajućim". Matt Donnelly iz Los Angeles Timesa je usporedio pjesmu s nekoliko prethodnih singlova Beyonce, dodajući da je pjesma agresivnija od "Independent Women" (2000), singla Beyoncine grupe Destiny's Child. "Run the World" je dobio mješane kritike, koji pohvaljuju Beyonce za riskiranje, ali kritiziraju da je pjesma slična njenim prethodnim radovima. 

## Uspjeh na glazbenim ljestvicama
23. travnja 2011. "Run the World" je debitovao na glazbenoj listi u Nizozemskoj Single Top 100 na poziciji 60 24. travnja 2011. pjesma je debitirala na 18. poziciji ljestice u Ujedinjenom Kraljestvu. U Irskoj, singl je debitirao na 11. poziciji. U Francuskoj, "Run the World" debitira na 33. poziciji. U SAD-u, pjesma debitira na 33. poziciji.

## Glazbeni videospot
Spot za pjesmu je režirao Francis Lawrence, koji je radio na dva glazbena spota za Destiny's Child: "Independent Women" (2000) i "Emotion" (2001). Beyonce je za spot radila s osam koreografa. Spot je sniman u Mojave pustinji u Kaliforniji i u Inglewoodu, Kalifornija. 20. travnja 2011. objavljen je mali dio iz spota. Premijera spota je najavljena za svibanj.

## Popis pjesama
| Top liste (2011.)           | Najviša pozicija |
| --------------------------- | ---------------- |
| Australija                  | 12               |
| Belgija (Flandarija)        | 18               |
| Belgija (Valonija)          | 30               |
| Kanada                      | 40               |
| Danska                      | 27               |
| Francuska                   | 33               |
| Irska                       | 11               |
| Italija                     | 20               |
| Nizozemska                  | 8                |
| Škotska                     | 16               |
| Španjolska                  | 22               |
| UK                          | 11               |
| UK R&B (UK R&B Chart)       | 11               |
| SAD (Billboard Hot 100)     | 29               |
| SAD (Hot R&B/Hip-Hop Songs) | 18               |

| Država | Datum             | Format             |              |
| ------ | ----------------- | ------------------ | ------------ |
| Svijet | 21. travnja 2011. | digitalni download |              |
| SAD    | 26. travnja 2011. | Mainstream radio   | urbani radio |

| Beyoncé          | Beyoncé |
| ---------------- | --- |
|                  | |
| Studijski albumi | Dangerously in Love • B'Day • I Am... Sasha Fierce • 4 • Beyoncé                                                                                    |
|                  | |
| Ostali albumi    | Speak My Mind • Karaoke Hits • Above and Beyoncé - Video Collection & Dance Mixes                                                                   |
|                  | |
| Video albumi     | Live at Wembley • The Ultimate Performer • B'Day Anthology • The Beyoncé Experience Live • I Am... Yours: An Intimate Performance at Wynn Las Vegas |
|                  | |
| Turneje          | Dangerously in Love Tour • The Beyoncé Experience • I Am… Tour                                                                                      |
|                  | |
| Filmografija     | Carmen: A Hip Hopera • Austin Powers u Goldmemberu • The Fighting Temptations • The Pink Panther • Komadi iz snova • Cadillac Records • Obsessed    |
|                  | |
| Diskografija     | |

| Beyoncé          | Beyoncé |
| ---------------- | --- |
|                  | |
| Studijski albumi | Dangerously in Love • B'Day • I Am... Sasha Fierce • 4 • Beyoncé                                                                                    |
|                  | |
| Ostali albumi    | Speak My Mind • Karaoke Hits • Above and Beyoncé - Video Collection & Dance Mixes                                                                   |
|                  | |
| Video albumi     | Live at Wembley • The Ultimate Performer • B'Day Anthology • The Beyoncé Experience Live • I Am... Yours: An Intimate Performance at Wynn Las Vegas |
|                  | |
| Turneje          | Dangerously in Love Tour • The Beyoncé Experience • I Am… Tour                                                                                      |
|                  | |
| Filmografija     | Carmen: A Hip Hopera • Austin Powers u Goldmemberu • The Fighting Temptations • The Pink Panther • Komadi iz snova • Cadillac Records • Obsessed    |
|                  | |
| Diskografija     | |

| Singlovi Beyoncé Knowles | Singlovi Beyoncé Knowles |
| ------------------------ | --- |
|                          | |
| Dangerously in Love      | "Crazy in Love" • "Baby Boy" • "Me, Myself and I" • "Naughty Girl" • "Dangerously in Love 2" |
|                          | |
| B'Day                    | "Déjà Vu" • "Ring the Alarm" • "Irreplaceable" • "Beautiful Liar" • "Get Me Bodied" • "Green Light" |
|                          | |
| I Am... Sasha Fierce     | "If I Were a Boy" • "Single Ladies (Put a Ring on It)" • "Diva" • "Halo" • "Ego" • "Sweet Dreams" • "Broken-Hearted Girl" • "Video Phone"                                                                                             |
|                          | |
| 4                        | "Run the World (Girls)" |
|                          | |
| Soundtrack singlovi      | "Work It Out" • "Fighting Temptation" • "Summertime" • "Check on It" • "One Night Only" • "Listen" • "At Last" |
|                          | |
| Ostali singlovi          | "A Woman Like Me" • "Upgrade U" • "Radio" |
|                          | |
| Gostujući singlovi       | "I Got That" • "'03 Bonnie & Clyde" • "Fighting Temptation" • "What More Can I Give" • "Hollywood" • "Amor Gitano" • "Until the End of Time" • "Love in This Club, Pt. II" • "Just Stand Up!" • "Telephone" • "Put It in a Love Song" |

| Singlovi Beyoncé Knowles | Singlovi Beyoncé Knowles |
| ------------------------ | --- |
|                          | |
| Dangerously in Love      | "Crazy in Love" • "Baby Boy" • "Me, Myself and I" • "Naughty Girl" • "Dangerously in Love 2" |
|                          | |
| B'Day                    | "Déjà Vu" • "Ring the Alarm" • "Irreplaceable" • "Beautiful Liar" • "Get Me Bodied" • "Green Light" |
|                          | |
| I Am... Sasha Fierce     | "If I Were a Boy" • "Single Ladies (Put a Ring on It)" • "Diva" • "Halo" • "Ego" • "Sweet Dreams" • "Broken-Hearted Girl" • "Video Phone"                                                                                             |
|                          | |
| 4                        | "Run the World (Girls)" |
|                          | |
| Soundtrack singlovi      | "Work It Out" • "Fighting Temptation" • "Summertime" • "Check on It" • "One Night Only" • "Listen" • "At Last" |
|                          | |
| Ostali singlovi          | "A Woman Like Me" • "Upgrade U" • "Radio" |
|                          | |
| Gostujući singlovi       | "I Got That" • "'03 Bonnie & Clyde" • "Fighting Temptation" • "What More Can I Give" • "Hollywood" • "Amor Gitano" • "Until the End of Time" • "Love in This Club, Pt. II" • "Just Stand Up!" • "Telephone" • "Put It in a Love Song" |